# Necmi Gençalp
Necmi Gençalp (n. 1 ianuarie 1960, Yozgat, Turcia) este un luptător ce a reprezentat Turcia, medaliat olimpic. A participat la o ediție a Jocurilor Olimpice (1988) în care a câștigat o medalie de argint.

## Participări
Lista de mai jos prezintă principalele competiții la care a participat Necmi Gençalp de-a lungul carierei.
- wrestling at the 1988 Summer Olympics – men's freestyle 82 kg[*]